# 周锡溥
周锡溥（1745年—1804年），字文渊，号半帆、又号汇泉，湖南湘阴人（今湖南省汨罗市川山坪镇高家坊山陂冲），清朝官员。

## 生平
乾隆三十二年（1767年）与弟周锡渭同肄业于岳麓书院，乾隆三十九年（1774年）与弟共中乡试举人，乾隆四十（1775年）年中进士。曾任甘肃宁朔知县兼任水利同知和武威知县。其继母丧后归故里守孝，历任仰高、石鼓、蓬湖、濂溪等书院山长，嘉庆九年（1804年）病卒于濂溪书院。

## 著作
《安愚斋诗文集》已散佚。《沅湘耆旧集》收有诗73首。